# Конрад I (герцог Швабии)
Конрад I (умер 20 августа 997) — герцог Швабии с 983, граф Рейнгау 985—995, граф Уфгау 987, граф Ортенау 994.

## Происхождение
Происхождение Конрада достаточно запутанно. В 1980 году Армин Вольф высказал гипотезу, по которой Конрад тождественен упоминаемому в «Генеалогии Вельфов» графу Куно из Энингена. Сейчас эта признаётся многими историками, также как и то, что Конрад происходил из династии Конрадинов. Однако вопрос о том, кто был родителями Конрада остаётся спорным.
В начале XX века Эрих Бранденбург выдвинул гипотезу, по которой Конрад был сыном Удо, графа Веттерау. Матерью Конрада он считал неизвестную по имени дочь Герберта I, графа Вермандуа. Вольф в своих работах родителей Конрада не называет. Также он отождествляет Конрада с упомянутым в 949 году Конрадом, графом Рейнгау, родственником герцога Швабии Германа I.
Джекман и Фрид считают Конрада сыном Конрада (ум. 982), герцога Эльзаса, и Ютты (Юдит) из Энингена. 

## Биография
Во время похода императора Священной Римской империи Оттона II в Италию в 982 году неожиданно умер герцог Швабии и Баварии Оттон I. Наследников он не оставил, в результате чего император оказался перед нелёгким выбором преемника покойного герцога. В результате он решил разделить Швабию и Баварию. Герцогом Швабии в итоге был назначен Конрад, верный соратник императора.
Назначение было оглашено на хофтаге в Вероне в мае 983 года. Кроме Швабии в состав владений Конрада входил и Эльзас — в 988 году он упоминается с титулом «герцог Швабии и Эльзаса» (лат. dux Alemannorum et Alsatiorum). Столицей герцогства Конрада стал Страсбург.
Конрад был первым швабским герцогом, которому удалось сохранить титул в семье после своей смерти, так как в Швабии на пятьдесят лет установилась власть Конрадинов.
Существует большая путаница о семье Конрада I. Личности его родителей до сих пор точно неизвестны. Эта же ситуация наблюдается в отношении жены, которая вряд ли была дочерью Людольфа.
Конрад I умер 20 августа 997 года.

## Семья
Среди историков нет общего мнения о происхождении жены Конрада. В «Генеалогии Вельфов» женой Куно из Энингена названа дочь императора Оттона Великого («лат. filia Ottonis Magni imperatoris»), однако по мнению исследователей слово «filia» нужно понимать более широко — не дочь, а потомок. Джекман и Фрид на основании «Вайнгартенской истории Вельфов» считают, что её звали Рихлинт и она была дочерью Людольфа Швабского, старшего сына Оттона I и, соответственно, внучкой Германа I Швабского. Но существует и другая версия. Дунгерн в 1906 году выдвинул гипотезу, по которой жену Конрада звали Ютта (Юдит). Эдуард Хлавичка развил эту гипотезу, предположив, что Ютта была дочерью Адальберта, графа Мархталя, происходившего из династии Ахалольфингов.
Также нет ясности с детьми Конрада. По разным источникам Конраду приписывается до 9 детей:
- (?) Экберт, граф Штаде. В «Генеалогии Вельфов» в числе четырёх братьев назван сыном Куно из Энингена[2]. Также упоминается в «Вайнгартенской истории Вельфов» и в поддельном акте, датированном 13 января 965 года. Однако по другим документам граф Штаде по имени Экберт неизвестен. Вероятно все три документа восходят к одному источнику, достоверность этих сведений внушает сомнения, поэтому существование Экберта подвергается сомнению[4]. Возможно данный Экберт перепутан с Экбертом Одноглазым, сыном Вихмана I из дома Билунгов.
- (?) Луитпольд. Известен только по тем же документам, что и Экберт, поэтому поэтому существование его также подвергается сомнению[4].
- (?) Лютольд (ум. после 999). Известен только по тем же документам, что и Экберт, поэтому поэтому существование его также подвергается сомнению[4]. Эдуард Хлавичка отождествил его с Лютольдом (ум. до 1044), графом Зундгау.
- (?) Конрад. Известен только по тем же документам, что и Экберт, поэтому поэтому существование его также подвергается сомнению[4].
- Герман II (ум. 2/3 мая 1003), герцог Швабии с 997
- (?) Ита из Энингена; муж: Рудольф II, граф Альтдорфа[2]
- (?) Адель. Согласно «Генеалогии Вельфов» вышла замуж за «короля ругиев»[2], то есть за правителя Киевской Руси. По мнению Н. А. Баумгартена этим князем мог быть великий князь Киевский Владимир Святославич, у которого после смерти Анны Византийской согласно сообщению Титмара Мерзебургского была ещё жена[5]. Эту версию принял и Вольф. Однако у данной версии есть хронологические проблемы. По мнению А. В. Назаренко брак мог быть заключён только до 983 года[6] и этим «королём» мог быть только великий князь Ярополк Святославич[7].
- (?) Юдит[2]; 1-я муж: N, граф Райнфельдена[8]; 2-й муж: Адальберт (ум. 1033), граф Меца
- (?) Кунигунда (Куницца) (ум. 6 марта 1020); муж: Фридрих I (ум. до 1020), граф Диссена[9].